# 謝成
謝成（？—1394年），濠州（安徽凤阳）人，明朝初年军事将领，永平侯。
其早年跟随朱元璋攻陷滁州、和州、集慶、寧國、婺州、武昌，晋升指揮僉事。后跟随大军征讨中原，并攻陷元大都、慶陽、定西，为都督僉事、晉王府丞相。后跟随沐英征讨朵甘，并招降乞失迦。洪武十二年，封永平侯。后洪武二十年，同張溫追討納哈出余部。洪武二十七年，因为蓝玉案连坐而死。
朱元璋第三子晋王朱棡娶谢成女。谢妃早逝，朱棡又娶谢妃的妹妹。后来谢成被捕正是女婿朱棡所执行。